# Zeltnerweiher
Der Zeltnerweiher ist ein Teich in Nürnberg im Stadtteil Gleißhammer. Er entstand durch die Aufstauung des Goldbachs. In der Mitte des Zeltnerweihers liegt eine kleine Insel, die über eine Brücke zugänglich ist. Auf der Insel steht das Zeltnerschloss. Der Weiher wurde 1949 nach dem Nürnberger Fabrikanten und Unternehmer Johannes Zeltner benannt. Er war der damalige Eigentümer des nach ihm umbenannten Herrensitzes Gleißhammer.